# Caranx caninus
Espèce
Statut de conservation UICN

 LC  : Préoccupation mineure
La Grande Carangue du Pacifique ou Crevalle du Pacifique (Caranx caninus (Günther, 1867)) est une espèce de poissons marin côtier d'assez grande taille (jusqu'à 101 cm pour un poids maximal publié de 17,7 kg) de l'ordre des perciformes et de la famille des carangidés. L'espèce est présente le long des côtes de l'est de l'océan Pacifique dans les eaux subtropicales et tropicales : géographiquement, de la Californie du Sud (Mer de Cortez incluse) jusqu'au Pérou.
La carangue du Pacifique est considérée par certains auteurs comme étant la même espèce que la carangue de l'Atlantique, Caranx hippos. On la rencontre en général près des côtes et dans des eaux peu profondes, bien que de grands individus peuvent descendre jusqu'à 350 m.
La carangue du Pacifique est assez prisée en pêche sportive pour ses départs francs ainsi que pour une certaine combativité. Par contre, cette espèce n'est pas spécialement recherchée pour sa chair.

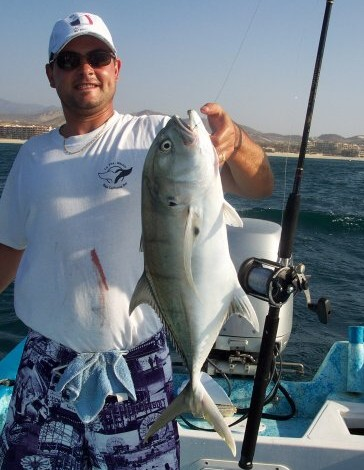
Crevalle du Pacifique, péché au vif (sardine), côte de Basse Californie Sud, Mexique.
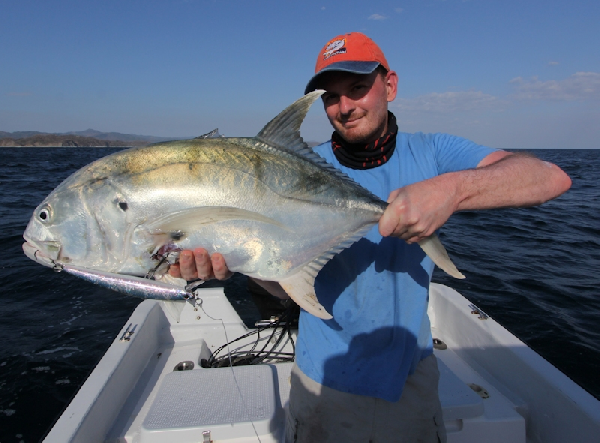
Crevalle du Pacifique capturée aux leurres en 2014, près de Samara dans le Guanacaste, au Costa-Rica.